# Duke Johnson (regista)
Duke Johnson (St. Louis, 20 marzo 1979) è un regista statunitense, noto per aver co-diretto il film Anomalisa.

## Biografia
Johnson crebbe a Saint Louis in Missouri, dove studiò alla St. John Vianney High School di Kirkwood, Missouri e frequentò poi un corso estivo di cinematografia al Columbia College Chicago tra il secondo e il terzo anno di liceo. Si laureò in cinema alla Tisch School of the Arts della New York University, e poi per un semestre studiò animazione a Praga. Dopo la laurea, passò tre anni a fare il cameriere in un ristorante di New York prima di trasferirsi a Los Angeles, dove otte un master in  belle arti nel 2006. Mentre studiava, diresse il film, realizzato da studenti, Marrying God, con il quale vinse sei premi nella categoria film realizzati da studenti.
Johnson ha ottenuto la nomination agli Annie Award nel 2011 e 2012 per aver diretto episodi stop-motion di serie televisive come Mary Shelley's Frankenhole e Community. Nel 2016 ha co-diretto, insieme a Charlie Kaufman, il film d'animazione Anomalisa, candidato all'Oscar al miglior film d'animazione.

## Filmografia

### Cinema
- Marrying God (2006) - cortometraggio
- Beforel Orel: Trust (2012) - cortometraggio
- Anomalisa (2015)

### Televisione
- Moral Orel - serie TV, 1 episodio (2008)
- Community - serie TV, 2 episodi (2010-2011)
- Mary Shelley's Frankenhole - serie TV, 12 episodi (2010-2012)